# Tokaldān
Tokaldān (persiska: تکلدان) är en ort i Iran.   Den ligger i provinsen Östazarbaijan, i den nordvästra delen av landet, 400 km nordväst om huvudstaden Teheran. Tokaldān ligger 1 670 meter över havet och antalet invånare är 577.
Terrängen runt Tokaldān är en högslätt. Runt Tokaldān är det ganska tätbefolkat, med 62 invånare per kvadratkilometer. Närmaste större samhälle är Sarāb, 7,0 km nordväst om Tokaldān. Trakten runt Tokaldān består till största delen av jordbruksmark.